# 混杂中间派
混杂中间派（法語：Divers centre，缩写为DVC）是法国的一个政治术语。它用以指代在各种公职选举中，不隶属于任何主要政党的中间派候选人。这是一个由法国内政部于2020年创造的政治标签。